# Карьерный (Саратовская область)
Карьерный — упразднённый в 2023 году посёлок в Ивантеевском районе Саратовской области России. Входил на год упразднения в состав Знаменского муниципального образования.

## География
Находился на расстоянии примерно 7 километров по прямой на северо-восток от районного центра села Ивантеевка.

## История
24 мая 2023 года упразднён и присоединён к посёлку Знаменский.

## Население
| 2002 | 2010 |
| ---- | ---- |
| 450  | ↗487 |

Постоянное население составляло 450 человек в 2002 году (русские 82 %), 487 в 2010 году.

## Инфраструктура
Крупнейший в регионе Ивантеевский карьер карбонатного щебня расположен к востоку от этого посёлка.
Сельский клуб пос. Карьерный.